# Häggbrokvecklare
Häggbrokvecklare (Hedya dimidiana) är en fjärilsart som först beskrevs av Carl Alexander Clerck 1759.  Häggbrokvecklare ingår i släktet Hedya, och familjen vecklare. Arten är reproducerande i Sverige.